# Бондаренко, Виктор Степанович (инженер)
Ви́ктор Степа́нович Бондаре́нко (22.02.1930 — 2006, Москва) — российский инженер, специалист по акустоэлектронике.
Окончил МИФИ (1956).
С 1957 г. начальник технологического отделения Яузского радиотехнического института.
В 1981—1987 директор ВНИИРТ.
Участник и руководитель разработок РЛС. Автор и соавтор более 100 изобретений.
Кандидат технических наук.
Заслуженный изобретатель РСФСР (1982). Лауреат Государственной премии СССР (1979), премии Совета Министров СССР (1981), Государственной премии УССР (1985). Награждён орденом «Знак Почёта».
Сочинения:
- Акустические кристаллы (справочник). М.: Наука, 1982. / Шаскольская М. П., Бондаренко В. С., Блистанов А. А., Переломова Н. В., Чкалова В. В.
- Методическая инструкция по расчету на ЭВМ анизотропии распространения упругих объемных волн в монокристаллах. Фазовые и групповые скорости. — М.: ВНИИРТ, 1978. / Бондаренко В. С., Переломова Н. В., Клименко Б. И., Блистанов А. А.
- Акустооптические модуляторы света / В. С. Бондаренко, В. П. Зоренко, В. В. Чкалова. — М. : Радио и связь, 1988. — 134,[1] с. : ил.; 22 см; ISBN 5-256-00043-8
- Фильтры на поверхностных акустических волнах / В. С. Орлов, В. С. Бондаренко. — М. : Радио и связь, 1984. — 272 с. : ил.; 22 см; ISBN
- Нелинейные акустоэлектронные устройства и их применение / [В. С. Бондаренко, Б. Г. Бочков, В. Л. Громашевский, Б. В. Соболев]; Под ред. В. С. Бондаренко. — М. : Радио и связь, 1985. — 160 с. : ил.; 21 см